# 澤井安勇
澤井 安勇（さわい やすお、1944年 <昭和19年> - ）は、日本の自治官僚、地方公務員。鹿児島県総務部長、岡山県副知事、消防庁次長を歴任。瑞宝中綬章受章。

## 人物・経歴
東京大学工学部卒業、工学博士号取得。1985年4月 郡山芳春の後任として鹿児島県総務部長、1989年 (平成元年) 4月 自治省に帰任し大臣官房付、同年7月 財務局調整室長、1990年4月 船橋市助役、1992年4月 自治省に帰任、同年7月 大臣官房企画室長、1994年4月 岡山県副知事、1997年4月 篠田伸夫の後任として消防庁次長。1998年3月 退官。
同年7月 財団法人地域創造常務理事。公益財団法人日本防炎協会理事長。

## 栄典
- 2015年11月 秋の叙勲で地方自治功労により瑞宝中綬章を受章した[10]